# Nesso
Nesso – miejscowość i gmina we Włoszech, w regionie Lombardia, w prowincji Como.
Według danych na rok 2004 gminę zamieszkiwało 1300 osób.